# Karl-Axel Skoog
Karl-Axel Skoog, född 27 oktober 1920 i Kristinehamn, död 12 januari 1999 i Karlskoga, var en svensk verkstadsarbetare målare och tecknare.
Han var son till Karl Skoog och Valborg Bergström och från 1946 gift med Anna-Lisa Johannezen. Skoog studerade konst vid ett flertal TBV kurser i Karlskoga 1948–1955. Han medverkade i Karlskogakonstnärernas höstsalonger på Karlskoga konsthall. Hans konst består av målningar utförda i olja, pastell och akvarell samt teckningar i kol eller tusch.